# فرنونية
الفِيرْنونيَّةُ أو رُغْل (الاسم العلمي: Vernonia)، جنس نبات يتكون من جنبات وأعشاب عريضة الأوراق تنتمي إلى فصيلة النجمية. تضم حوالي 1000 نوع.